# Lista de episódios de Danny Phantom
Os episódios de Danny Phantom foram criados em 2003 a 2007.

## 1ª Temporada: 2004-2005
| #  | #  | Episódios                          | Data de Estreia         |
| -- | -- | ---------------------------------- | ----------------------- |
| 01 | 01 | O Monstro de Carne                 | (3 de Abril, 2004)      |
| 02 | 02 | Laços de Família                   | (10 de Abril, 2004)     |
| 03 | 03 | Raridade                           | (10 de Abril, 2004)     |
| 04 | 04 | O Ataque do Brechó Assassino       | (17 de Abril, 2004)     |
| 05 | 05 | Trocando As Bolas                  | (24 de Abril, 2004)     |
| 06 | 06 | O Seu Desejo É Uma Ordem           | (1 de Maio, 2004)       |
| 07 | 07 | Lembranças Amargas                 | (8 de Maio, 2004)       |
| 08 | 08 | Prisioneiros do Amor               | (15 de Maio, 2004)      |
| 09 | 09 | A Orientadora do Meu Irmão         | (25 de Junho, 2004)     |
| 10 | 10 | Os Fantasmas de Gray               | (24 de Setembro, 2004)  |
| 11 | 11 | Ela É Uma Brasa                    | (8 de Outubro, 2004)    |
| 12 | 12 | O Professor do Ano                 | (15 de Outubro, 2004)   |
| 13 | 13 | 13                                 | (12 de Novembro, 2004)  |
| 14 | 14 | Inimigos Públicos                  | (4 de Fevereiro, 2005)  |
| 15 | 15 | Noite Assustadora                  | (29 de Outubro, 2004)   |
| 16 | 16 | Instinto Materno                   | (11 de Fevereiro, 2005) |
| 17 | 17 | Sorte no Amor                      | (21 de Fevereiro, 2005) |
| 18 | 18 | Lições de Vida                     | (19 de Março, 2005)     |
| 19 | 19 | O Fantasma de Um Milhão de Dólares | (10 de Junho, 2005)     |
| 20 | 20 | Circo Gótico                       | (17 de Junho, 2005)     |

## 2ª Temporada: 2005-2006
| #     | #     | Episódios                                            | Data de Estreia         |
| ----- | ----- | ---------------------------------------------------- | ----------------------- |
| 21    | 01    | Memoria em Branco                                    | (24 de Junho, 2005)     |
| 22    | 02    | Disordem Médica                                      | (15 de Julho, 2005)     |
| 23    | 03    | Rádio Pirata                                         | (22 de Julho, 2005)     |
| 24-25 | 04-05 | Quem é Rei ás Vezes Perde a Majestade - Partes 1 e 2 | (29 de Julho, 2005)     |
| 26    | 06    | Crise de Identidade                                  | (23 de Setembro, 2005)  |
| 27    | 07    | A Ameaça Fenton                                      | (7 de Outubro, 2005)    |
| 28-29 | 08-09 | O Maior dos Inimigos - Partes 1 e 2                  | (16 de Setembro, 2005)  |
| 30    | 10    | Véspera de Natal Assombrada                          | (6 de Dezembro, 2005)   |
| 31    | 11    | Armas Secretas                                       | (9 de Dezembro, 2005)   |
| 32    | 12    | Flertando com o Desastre                             | (13 de Janeiro, 2006)   |
| 33    | 13    | Tamanho É Documento                                  | (27 de Janeiro, 2006)   |
| 34    | 14    | Lá Vem A Noiva                                       | (24 de Fevereiro, 2006) |
| 35    | 15    | O Rei Tucker                                         | (17 de Março, 2006)     |
| 36    | 16    | Mestre de Todos os Tempos                            | (24 de Março, 2006)     |
| 38    | 17    | Um Só Espírito                                       | (7 de Abril, 2006)      |
| 37    | 18    | O Amor É Lindo                                       | (5 de Maio, 2006)       |
| 39-40 | 19-20 | Viajando na Realidade - Partes 1 e 2                 | (9 de Junho, 2006)      |

## 3ª Temporada: 2006-2007
| #     | #     | Episódios                       | Data de Estreia      |
| ----- | ----- | ------------------------------- | -------------------- |
| 41    | 1     | Olho por olho                   | (20 de Agosto, 2007) |
| 42    | 2     | Territoria Infinito             | (9 de Julho, 2007)   |
| 43    | 3     | Noite das Garotas               | (10 de Julho, 2007)  |
| 44    | 4     | Corrente De Terror              | (11 de Julho, 2007)  |
| 45    | 5     | Para Sempre Fantasma            | (12 de Julho, 2007)  |
| 46    | 6     | Selva Urbana                    | (9 de Outubro, 2006) |
| 47    | 7     | Vida Boa                        | (13 de julho, 2007)  |
| 48    | 8     | A fúria do Fantasma da Caixa    | (21 de Agosto, 2007) |
| 49    | 9     | Pesadelos                       | (22 de Agosto, 2007) |
| 50    | 10    | Garras Selvagens                | (23 de Agosto, 2007) |
| 51    | 11    | Des-Estabilizada                | (24 de Agosto, 2007) |
| 52-53 | 12-13 | Planeta Fantasma - Partes 1 e 2 | (24 de Agosto, 2007) |

## TV Movies
| Ano  | Filmes                                |
| ---- | ------------------------------------- |
| 2005 | Quem É Rei Às Vezes Perde A Majestade |
| 2005 | O Maior dos Inimigos                  |
| 2006 | Viajando Na Realidade                 |
| 2007 | Planeta Fantasma                      |

## Especiais
| Ano  | Especiais                   |
| ---- | --------------------------- |
| 2004 | Noite Assombrada            |
| 2005 | Véspera de Natal Assombrada |

## Curta
| # | # | Episódios              | Data de Estreia         |
| - | - | ---------------------- | ----------------------- |
| 0 | 1 | The Fairly Odd Phantom | 21 de Fevereiro de 2017 |